# Ламор (Северна Дакота)
Ламор (енгл. LaMoure) град је у америчкој савезној држави Северна Дакота.

## Демографија
По попису из 2010. године број становника је 889, што је 55 (-5,8%) становника мање него 2000. године.
| Група             | 2000.       | 2010.       |
| Белци             | 931 (98,6%) | 869 (97,8%) |
| Афроамериканци    | 0 (0,0%)    | 0 (0,0%)    |
| Азијати           | 0 (0,0%)    | 0 (0,0%)    |
| Хиспаноамериканци | 6 (0,6%)    | 4 (0,4%)    |
| Укупно            | 944         | 889         |